# Humus

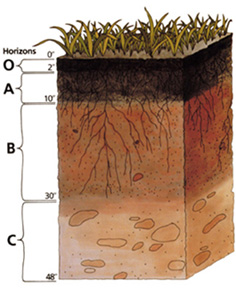
L'orizzonte indicato con la lettera O corrisponde all'humus

L'humus (pronuncia italiana /ˈumus/; dal latino humus, "suolo, terra, terreno"), adattato talvolta in umo (SOM, soil organic matter), è un componente chimico del terreno. È pedologicamente omogeneo, di colore bruno e formato da prodotti di vario grado di polimerizzazione, frutto della degradazione e rielaborazione della sostanza organica del terreno. È un complesso di sostanze organiche elaborate presenti nel suolo. L'humus rappresenta la parte più attiva, sotto l'aspetto chimico e fisico, della sostanza organica del terreno e interagisce con la frazione minerale e con la soluzione circolante influenzando le proprietà chimiche e fisiche del terreno. La scoperta dell'importanza dell'humus per la nutrizione della pianta la si fa risalire all'agronomo tedesco Albrecht Thaer.

## Tipi di humus
La classificazione secondo i tipi prende in esame l'aspetto morfologico della sostanza organica e la mette in relazione con la pedogenesi. Non si tratta di uno schema esaustivo, tuttavia è molto usato nella letteratura soprattutto quando si fa riferimento all'origine della sostanza organica. Lo schema di classificazione è il seguente:
1. Sostanza organica evoluta in condizioni di sommersione o ristagno:
  - In condizioni di sommersione permanente: torba.
  - In condizioni di sommersione periodica: anmoor.
2. Sostanza organica evoluta in condizioni di aerazione:
  1. Suoli forestali:
    - Lettiera di foreste di aghifoglie, reazione fortemente acida, rapporto C/N elevato: mor.
    - Lettiera di foreste di latifoglie, reazione marcatamente acida, rapporto C/N medio alto: moder.
    - Lettiera assente, reazione acida, rapporto C/N medio alto: mull forestale.

  2. Suoli non forestali (praterie, suoli agrari):
    - Lettiera assente, reazione neutra o basica, rapporto C/N equilibrato: mull calcico.

La torba si evolve in ambienti di palude in condizioni di sommersione permanente. Le proprietà chimiche possono cambiare secondo le caratteristiche delle acque. Si distingue la torba neutra, con pH 7-7,5, rapporto C/N medio-alto, elevato tasso di saturazione in basi, e la torba acida, con pH inferiore a 4, rapporto C/N molto alto, tasso di saturazione in basi molto basso. In generale l'umificazione è lenta e incompleta, mentre la mineralizzazione è stentata, perciò si tratta di una sostanza organica poco attiva. L'attività biologica è modesta ed è basata su batteri anaerobi. La struttura è fibrosa.
L'anmoor si evolve in suoli forestali soggetti a periodi di ristagno. Le proprietà chimiche possono essere variabili e in generale il rapporto C/N è moderatamente alto. L'umificazione è lenta ma completa, la mineralizzazione stentata. L'attività biologica è basata su una pedofauna stagionale e su batteri. Questi ultimi si alternano fra una microflora aerobica e una anaerobica in funzione delle condizioni di umidità.
Il mor si forma in suoli forestali di aghifoglie e foreste di resinose o brughiere in ambiente freddo e piovoso, con lettiera persistente. Ha una reazione fortemente acida, rapporto C/N alto (circa 30), tasso di saturazione basica bassissimo. La struttura è fibrosa. L'attività biologica è modesta e gli organismi sono rappresentati soprattutto da acari, collemboli e funghi. Sia l'umificazione sia la mineralizzazione sono piuttosto lente. La struttura è fibrosa negli orizzonti più superficiali.
Il moder si forma su suoli forestali di boschi misti in ambiente freddo e piovoso, con lettiera persistente, ma con formazione di deboli complessi argillo-umici. La reazione è marcatamente acida, il rapporto C/N leggermente alto (circa 10-20) e tasso di saturazione in basi molto basso. La struttura è grumosa ma instabile. Fra gli organismi viventi prevalgono artropodi e funghi.
Il mull si forma in generale nelle condizioni migliori di fertilità. Gli ambienti sono disparati e le proprietà variabili in funzione della vegetazione e delle condizioni pedoclimatiche. Le caratteristiche generali comuni consistono nell'attività biologica elevata, con presenza di lombrichi, artropodi e una microfauna che vede la prevalenza di funghi in ambiente acido, batteri e attinomiceti in ambiente neutro o basico. Altra proprietà comune è l'assenza di lettiera dovuta ad un'umificazione rapida e completa e all'incorporazione della sostanza organica nella frazione minerale con formazione di complessi argillo-umici più o meno stabili. La mineralizzazione è condizionata dal tasso di saturazione basica. Si distinguono due tipi di mull:
- Il mull forestale si forma in suoli non calcarei ma con una buona dotazione in calcio. La vegetazione è costituita da boschi di latifoglie. La reazione è acida (pH 5,5-6,5), il rapporto C/N medio-alto e il tasso di saturazione in basi mediamente alto, dell'ordine del 60%. La mineralizzazione è abbastanza rapida e la struttura di tipo grumoso.
- Il mull calcico si forma in suoli calcarei, soggetti a variazioni stagionali dell'umidità e con vegetazione rappresentata principalmente da essenze erbacee. La reazione è neutra o alcalina (pH 7 o superiore), il rapporto C/N equilibrato (circa 10), il tasso di saturazione in basi molto alto (90-100%). La struttura è grumosa e molto stabile per l'elevata dotazione in calcio e magnesio e la mineralizzazione lenta a causa della stabilità dei complessi argillo-umici. A questo tipo di sostanza organica si può ricondurre anche quello dei terreni agrari.

## Composizione chimica dell'humus
L'identificazione chimica dell'humus è indefinita in vari aspetti a causa della complessità ed eterogeneità della sua composizione. Molti autori usano distinguere la sostanza organica del terreno in composti umici e non umici. Questi ultimi hanno una ben definita collocazione sistematica e si identificano in una delle varie classi di composti macromolecolari (proteine, lipidi, polisaccaridi, lignina, cera, acidi nucleici, ecc.) o di composti organici semplici mono o polifunzionali (zuccheri, acidi carbossilici, alcoli, amminoacidi, polifenoli, ecc.). Ogni tentativo di collocazione sistematica dell'humus è impossibile sia per la composizione chimica indefinita sia per la complessità strutturale; tuttavia presenta delle proprietà fisiche e chimiche costanti che ne rendono possibile una caratterizzazione distinguendolo nettamente dagli altri composti organici.
Una definizione dell'humus in prima istanza lo identifica come un aggregato supramolecolare, ossia un'associazione di molecole trasformate di origine biologica a peso molecolare relativamente basso. L'humus ha composizione non ancora totalmente definita, è dotato di proprietà colloidale ed è di colore variabile dal giallo al bruno al nero. I suoi componenti chimici sono identificati dopo un complesso procedimento di estrazione. Data la complessità strutturale dell'humus, qualsiasi processo di estrazione rappresenta un artefatto che altera i risultati. La materia è oggetto di ampi studi e dibattiti e ai fini della standardizzazione è coordinata, a livello scientifico, dall'International Humic Substances Society (IHSS, Società Internazionale delle Sostanze Umiche), che ha definito le procedure standard di estrazione.

### Estrazione dei componenti dell'humus
La procedura standard definita dall'IHSS per l'estrazione e l'isolamento dei componenti dell'humus è stata definita per la prima volta nel 1981. In seguito ha subito dei miglioramenti. La procedura attuale, adottata dal 1996, prevede l'esecuzione di diversi trattamenti meccanici (agitazione e centrifugazione), fisico-chimici (adsorbimento, dialisi) e chimici (trattamenti con acidi e alcali) sul campione iniziale o sulle frazioni isolate nelle singole fasi.
La procedura dura nel complesso alcuni giorni, a causa dei tempi richiesti dalle fasi che prevedono l'agitazione. Nel complesso si articola in due fasi principali, da cui si ottengono due frazioni solubili, rappresentate dagli acidi fulvici, e una insolubile, rappresentata dagli acidi umici.
La prima fase prevede la sospensione del campione in una soluzione di HCl, l'agitazione e la successiva separazione, per decantazione o per centrifugazione, di un residuo solido e di un supernatante denominato estratto FA 1.
La seconda fase si attua sul residuo solido che viene neutralizzato e successivamente sospeso in una soluzione di NaOH. La sospensione è sottoposta a più cicli intermittenti di agitazione e infine si separano, per centrifugazione, un precipitato insolubile e un supernatante, denominato estratto FA 2.
I prodotti ottenuti sono sottoposti a trattamenti che si svolgono con metodologie specifiche allo scopo di isolare rispettivamente gli acidi fulvici e gli acidi umici.
Gli acidi umici sono contenuti nel precipitato insolubile separato nella seconda fase. Questo precipitato è sottoposto a trattamenti sequenziali di sospensione e precipitazione allo scopo di purificarlo allontanando i componenti inorganici e la sostanza organica non umificata. In sintesi i trattamenti sono i seguenti:
1. Sospensione in soluzione di KOH e KCl e centrifugazione. Da questa operazione si scartano i residui solidi e si mantiene il supernatante.
2. Il supernatante ottenuto dall'operazione precedente è sottoposto ad un trattamento di precipitazione per aggiunta di HCl. Dopo centrifugazione si scarta il supernatante e si mantiene il precipitato.
3. Il precipitato è sottoposto a sospensione in soluzione di HCl e HF, agitazione e centrifugazione, scartando il supernatante. Questo trattamento ha lo scopo di allontanare i sali minerali con il supernatante e va ripetuto finché la concentrazione salina nel supernatante scartato scende sotto l'1%.
4. Dopo l'operazione precedente, il precipitato è sottoposto a dialisi con acqua distillata. L'operazione si conclude quando la soluzione filtrata non contiene più ioni Cl−. A questo punto il precipitato si ritiene completamente desalificato.
5. Il precipitato residuo dopo la dialisi è rappresentato dagli acidi umici e viene sottoposto a liofilizzazione per poterlo conservare.

Gli estratti FA, contenenti gli acidi fulvici, sono invece sottoposti separatamente a trattamenti di isolamento basati sull'adsorbimento. Allo scopo si impiega uno scambiatore non ionico, rappresentato da una resina (XAD-8). La metodologia applicata per l'estratto FA 1 e l'estratto FA 2 differisce nei dettagli operativi. Gli acidi fulvici isolati dall'estratto FA 1 sono conservati in soluzione, quelli isolati dall'estratto FA 2 sono invece conservati allo stato secco tramite liofilizzazione.

### Composizione delle sostanze umiche

Gruppo funzionale carbossilico

Le conoscenze della composizione chimica sono incerte e in continua evoluzione anche in relazione all'impiego di metodologie più avanzate. Più che la composizione e la struttura in senso stretto, sulle quali sussistono ancora informazioni approssimative, hanno un valore significativo le conoscenze parziali in merito alle proprietà chimiche e chimico-fisiche e all'esistenza di specifici gruppi funzionali. Molte di queste conoscenze sono in realtà derivate da ipotesi interpretative dei risultati delle indagini, soprattutto in relazione al fatto che l'oggetto d'indagine è l'artefatto di un procedimento di estrazione che altera l'effettiva struttura e composizione e che alcuni metodi d'indagine producono di per sé degli artefatti.
In merito alla composizione in elementi, la letteratura indica che il tenore in carbonio e azoto è più elevato negli acidi umici, mentre il tenore in ossigeno è più alto negli acidi fulvici.
Il carattere acido dei composti umici è attribuito alla presenza di gruppi funzionali acidi quali il carbossile associato a catene alifatiche o ad anelli aromatici e il gruppo fenolico dei nuclei aromatici. Le proprietà acide sono più marcate negli acidi fulvici e questo spiega anche il maggior tenore in ossigeno di questi componenti e il loro carattere di solubilità.

Gruppo funzionale fenolico

Le indagini di spettroscopia (ultravioletto, infrarosso, risonanza magnetica) hanno messo in luce la presenza di gruppi idrossido (-OH), gruppo carbonile (C=O), gruppi carbossile, anelli aromatici, fra i quali anche chinoni e catene alifatiche e suffragano l'ipotesi della presenza di altri gruppi funzionali come, ad esempio, quelli amminici (-NH2) e tiolici (-SH).
Più incerte sono le informazioni sulla struttura e fanno riferimento a ipotesi interpretative. In generale si condivide la presenza negli acidi umici di nuclei aromatici condensati, che fungono da scheletro sul quale si legano composti organici semplici (chinoni, amminoacidi, amminozuccheri, polifenoli), macromolecolari (polisaccaridi, polipeptidi) e metalli. Alcune ipotesi fanno risalire l'origine di questi nuclei aromatici di condensazione ai prodotti della degradazione delle lignine. La polimerizzazione degli acidi fulvici sarebbe invece dovuta, secondo alcune ipotesi, a legami idrogeno formati dai gruppi carbossile e fenolico dei nuclei aromatici, con formazione di una struttura tridimensionale che imbriglia al suo interno composti organici relativamente semplici. A livello di ipotesi vera e propria è l'identità chimica dei nuclei aromatici che, in ogni caso, è attribuita ad acidi fenilcarbossilici e a polifenoli.

## Proprietà chimiche e fisiche
Le caratteristiche chimiche e strutturali dell'humus sono alla base di proprietà di fondamentale importanza nella determinazione delle proprietà del terreno, con riflessi sulla sua fertilità.

### Proprietà colloidale
L'elevato peso molecolare e la densità di gruppi funzionali acidi sono responsabili delle proprietà colloidali dell'humus. L'humus si comporta come un colloide idrofilo, elettronegativo ai valori ordinari di pH nel terreno. Il suo stato fisico normale è quello di colloide flocculato, soprattutto nei suoli con reazione da leggermente acida a moderatamente alcalina (pH<8,5). Nei suoli fortemente alcalini (pH>8,5) è allo stato disperso.

### Acidità, scambio e chelazione
Le proprietà acide sono dovute ai gruppi carbossilici e ai gruppi fenolici. Trattandosi di acidi deboli, la dissociazione aumenta con il pH: a valori normali sono i gruppi carbossilici ad essere dissociati, mentre a valori di pH elevati si dissociano anche i gruppi ossidrile dei fenoli. La formazione di cariche negative dovute alla dissociazione acida, oltre ad attribuire all'humus le caratteristiche di un colloide elettronegativo, è all'origine di fondamentali proprietà chimiche:
- Capacità di scambio cationico. Le cariche negative sono neutralizzate con l'adsorbimento di cationi (ioni H+ e Al3+) in terreni molto acidi, cationi metallici (Ca2+, Mg2+, K+, ecc.). Per mezzo dello scambio ionico l'humus trattiene le basi di scambio preservandole dal dilavamento e rilasciandole gradualmente. Questa proprietà assume una notevole importanza nel caso dell'humus, dal momento che la CSC è mediamente molto più alta di quella dei minerali argillosi (3-400 meq per 100 g). La capacità di scambio cresce all'aumentare del pH per la relazione che lega quest'ultimo al grado di dissociazione acida dell'humus.
- Potere tampone. In virtù delle deboli proprietà acide dell'humus e della presenza di basi di scambio adsorbite sulla sua superficie (in condizioni ordinarie di pH), l'humus ha un elevato potere tamponante nei confronti delle variazioni di pH: nel primo caso, in presenza di acidi, rilascia basi di scambio e adsorbe ioni idrogeno riducendone pertanto l'attività nella soluzione circolante; nel secondo caso, in presenza di basi, adsorbe cationi metallici e rilascia ioni idrogeno i quali neutralizzano gli ioni idrossido. In virtù di queste proprietà il potere tampone verso l'acidificazione cresce all'aumentare del pH, mentre verso l'alcalinizzazione cresce al diminuire del pH. Nei terreni a reazione neutra o leggermente acida, il potere tampone si manifesta con la maggiore intensità sia verso l'acidificazione sia verso l'alcalinizzazione, opponendosi efficacemente alle variazioni verso reazioni anomale. Al contrario, nei terreni acidi e alcalini, questa proprietà rappresenta una condizione sfavorevole in quanto si oppone agli interventi di correzione.
- Chelazione. Grazie alla presenza di gruppi carbossile adiacenti o di gruppi carbossile e ossidrile adiacenti, l'humus ha proprietà chelanti nei confronti dei microelementi (ferro, rame, zinco, ecc.) in quanto forma legami organo-metallici che li preservano dall'insolubilizzazione.

### Interazioni con gli elementi nutritivi
Fra le proprietà chimiche intrinseche che hanno riflessi sulla nutrizione minerale delle piante, oltre alla capacità di scambio cationico va considerato anche il ruolo svolto nell'assorbimento biologico, di fondamentale rilevanza agronomica. Nella composizione dei costituenti dell'humus rientrano elementi nutritivi fondamentali quali l'azoto, lo zolfo, il fosforo e, grazie alla formazione di legami organo-metallici, potassio, magnesio, calcio, ferro, ecc. Questi elementi, pur non essendo immediatamente disponibili per le piante, formano una riserva che viene rilasciata gradualmente attraverso la mineralizzazione. L'humus rappresenta perciò uno dei fondamentali strumenti di manifestazione del potere assorbente del terreno, di rilevante importanza soprattutto nei seguenti contesti:
- gli elementi estremamente mobili, che si perdono per facilità con il dilavamento (azoto e zolfo), sono trattenuti dal terreno grazie all'incorporazione nell'humus, che in condizioni di flocculazione non è mobile;
- gli elementi facilmente soggetti a insolubilizzazione o a fissazione (fosforo e potassio), sono preservati dalla retrogradazione grazie all'incorporazione nell'humus, che li rilascia gradualmente in forma solubile. Questa proprietà è fondamentale nei terreni calcarei e nei terreni acidi, dove il fosforo è destinato all'insolubilizzazione rispettivamente sotto forma di fosfato tricalcico nei primi e di fosfati di alluminio e ferro nei secondi; la presenza di buone dotazioni di humus permette perciò di rallentare i fenomeni negativi di immobilizzazione del fosforo.

In merito alle interazioni fra il potassio e i metalli alcalino-terrosi (calcio e magnesio), l'humus contribuisce a regolare gli antagonismi che si esercitano fra questi elementi per mezzo dell'adsorbimento selettivo. Calcio e magnesio da un lato e potassio dall'altro, esercitano un antagonismo reciproco che si manifesta nell'assorbimento radicale con possibili fenomeni di carenza. Dal momento che l'humus adsorbe in misura maggiore il calcio e il magnesio, ne abbassa il tenore nella soluzione circolante favorendo l'assorbimento radicale del potassio. Viceversa, in caso di elevate dotazioni di potassio l'adsorbimento s'indirizza prevalentemente verso quest'ultimo, limitandone la competizione nell'assorbimento radicale nei confronti di calcio e magnesio.

### Interazione con i composti organici di sintesi
Una proprietà chimica di fondamentale importanza sotto l'aspetto ecologico è quella di poter adsorbire diverse molecole organiche, chimicamente e biologicamente attive, immobilizzandole e inattivandole. Questa azione è importante perché limita o abbatte del tutto l'impatto ambientale di diversi fitofarmaci, in particolare alcune categorie di erbicida, evitandone il dilavamento e, nel contempo, la manifestazione di effetti residuali dovuti alla persistenza nel terreno. Come esempi si possono citare il glifosato e le triazine: questi erbicidi vengono infatti adsorbiti dall'humus e a seguito dell'incorporazione perdono la loro attività biologica. L'efficacia è tale che il glifosate è disattivato nel terreno nell'arco di pochi giorni e le triazine, impiegate come erbicidi ad azione residuale, sono sconsigliate nei terreni torbosi e richiedono dosaggi più alti in quelli ricchi di sostanza organica.

### Interazione con i componenti minerali
L'humus interagisce con i componenti minerali del terreno formando complessi organo-minerali. Nei terreni acidi l'humus forma complessi con gli idrossidi di ferro e alluminio, colloidi idrofobi ed elettropositivi, stabilizzando lo stato di flocculazione. La mobilità di questi complessi dipende dal rapporto idrossidi/humus. A valori alti prevale l'insolubilità degli idrossidi di alluminio e ferro, perciò questi tendono ad accumularsi nel profilo del terreno; a valori bassi prevale la mobilità dell'humus, a causa dell'instabilità dovuta alla carenza di calcio e in condizioni di elevata umidità gli idrossidi sono facilmente lisciviati.
Più importante, ai fini della formazione della struttura del terreno è la formazione dei complessi umo-argillosi: l'humus agisce come cemento legando gli aggregati primari (formati dai minerali argillosi) in modo da formare aggregati strutturali secondari di dimensioni dell'ordine di 1-3 mm. Questa condizione è favorevole all'evoluzione di una struttura di tipo glomerulare, tipica dei terreni ben dotati di sostanza organica, in contrapposizione alla struttura granulare, tipica dei terreni argillosi poveri di sostanza organica. Un requisito essenziale affinché si formino i complessi umo-argillosi è la presenza di discrete dotazioni di calcio. Gli ioni calcio, infatti, fanno da ponte elettrostatico fra i colloidi umici e quelli argillosi, stabilizzando i complessi organo-minerali e la struttura. Per questo motivo i terreni che in genere presentano una buona e stabile struttura sono quelli a reazione neutra o moderatamente alcalina con una buona dotazione in humus.

### Ritenzione idrica

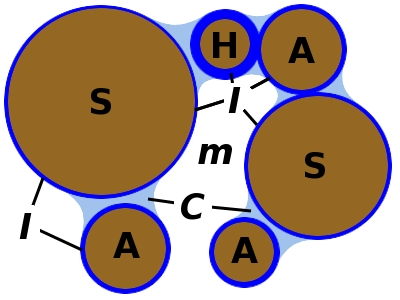
Meccanismo della ritenzione idrica nel terreno
Legenda:
S: particella non colloidale
A: colloide minerale
H: colloide organico
I: acqua d'imbibizione
C: acqua capillare
m: macroporo

Come colloide idrofilo l'humus ha la proprietà intrinseca di legare le molecole d'acqua sulla sua superficie, assorbendo un quantitativo pari a 20 volte il proprio peso. Di conseguenza l'humus ha una notevole capacità di ritenzione idrica, superiore a quella dei colloidi minerali del terreno.
Va tuttavia precisato che la tensione matriciale dell'acqua nell'humus ha valori più bassi, perciò per sottrarre l'acqua all'humus è necessario un maggior dispendio energetico da parte delle piante.

## Ruolo agronomico e ambientale dell'humus
Sulla base delle proprietà fisiche e chimiche descritte in precedenza, all'humus sono attribuite importanti funzioni che, in caso di buone dotazioni, conferiscono al terreno caratteristiche fisiche, chimiche e meccaniche nettamente differenti rispetto ai terreni con scarse dotazioni. La maggior parte di queste caratteristiche sono da interpretarsi come positive, tuttavia eccessive dotazioni in humus comportano alcuni effetti collaterali indesiderati.
I riflessi positivi sulle proprietà fisico-meccaniche sono essenzialmente associati alla formazione di una struttura stabile e di tipo glomerulare. Un terreno dotato di una buona struttura, a parità di altre condizioni, ha un rapporto equilibrato fra umidità e aerazione, è permeabile, soffice. L'elevata capacità d'imbibizione dell'humus, inoltre, conferisce al terreno una maggiore capacità di ritenzione idrica. In definitiva la buona dotazione in humus si traduce in condizioni di abitabilità migliori per le piante e i microrganismi e, nel contempo, condizioni meccaniche che riducono i costi delle lavorazioni e dell'irrigazione.
Non meno importanti sono i riflessi sulle proprietà chimiche del terreno. Il beneficio più evidente di un alto tenore in humus è l'elevata dotazione di elementi nutritivi in virtù dell'alta capacità di scambio cationico e dell'assorbimento biologico, fattori che preservano gli elementi nutritivi dal dilavamento. Non va tuttavia trascurato il ruolo svolto dall'humus nella regolazione degli antagonismi fra gli elementi nutritivi, il rallentamento dei fenomeni di retrogradazione e fissazione minerale nei confronti del fosforo e del potassio, la preservazione dei microelementi dall'insolubilizzazione. Nei terreni a reazione normale, neutra o leggermente acida, il forte potere tampone dell'humus si manifesta nella sua migliore espressione opponendosi alle cause di variazioni anomale del pH. Questo aspetto è fondamentale per stabilizzare nel tempo le condizioni di solubilità favorevoli all'assorbimento degli elementi nutritivi. In definitiva la buona dotazione in humus si traduce in condizioni di nutrizione ottimali per le piante, grazie alle elevate dotazioni in elementi nutritivi e alle dinamiche più equilibrate che si instaurano tra fase solida, fase liquida e apparati radicali.
Sotto l'aspetto biologico va citata la più intensa attività dei microrganismi, i quali intervengono in alcune fasi fondamentali dei cicli biogeochimici degli elementi nutritivi. Un suolo ben dotato di sostanza organica e con un rapporto equilibrato tra mineralizzazione e umificazione si presenta biologicamente molto attivo con indubbi benefici sul turn over degli elementi. I colloidi organici rappresentano inoltre dei siti preferenziali per l'insediamento delle colonie batteriche.
Sotto l'aspetto ambientale è fondamentale l'azione antierosiva dell'humus, in quanto la formazione dei complessi umo-argillosi permette una maggiore resistenza all'erosione superficiale (esercitata dal vento e dalle acque di scorrimento) e al dilavamento. L'importanza di questo ruolo è tale che i suoli forestali montani e collinari interessati da incendi e disboscamenti incontrollati vanno incontro nell'arco di pochi anni all'erosione e al dissesto idrogeologico. Non meno importante è il ruolo svolto dalle alte dotazioni in humus nel preservare fenomeni di inquinamento delle falde acquifere grazie all'adsorbimento e all'inattivazione di sostanze a potenziale azione tossica (composti organici di sintesi, metalli pesanti).

## Umificazione
L'umificazione è l'insieme dei processi demolitivi enzimatici, dovuti a varie specie di batteri, attinomiceti e funghi, attraverso i quali la sostanza organica in decomposizione subisce un processo di rielaborazione a partire da composti organici più o meno semplici, alcuni di difficile decomposizione, altri sottratti alla completa mineralizzazione.
Nell'ambito del ciclo del carbonio rappresenta concettualmente una deviazione del ciclo che sottrae una quota del carbonio organico alla mineralizzazione.
L'umificazione avviene più intensamente negli strati superficiali del terreno e subisce l'influenza dei fattori esterni che agiscono sui microorganismi, quali la temperatura, l'umidità, l'acidità del terreno.

## Mineralizzazione
La mineralizzazione è l'insieme dei processi demolitivi della sostanza organica con formazione, quali prodotti finali, di composti inorganici sotto forma di acqua, anidride carbonica e sali minerali (ammonio, fosfati, solfati e cationi metallici). Rappresenta la fase finale della decomposizione ossidativa della sostanza organica e si può distinguere in due fasi:
- la prima coinvolge l'humus propriamente detto ed è responsabile della liberazione di una parte degli elementi in forma inorganica e della formazione di composti organici semplici;
- la seconda coinvolge i composti organici semplici derivati sia dalla decomposizione dell'humus sia dalla decomposizione delle macromolecole organiche (proteine, lipidi, polisaccaridi, acidi nucleici, ecc.).